# 八戸市長根スケートリンク
座標: 北緯40度30分37秒 東経141度28分54秒 / 北緯40.51028度 東経141.48167度
八戸市長根スケートリンクは青森県八戸市の長根運動公園内にあるスケート場の総称。屋内スケート場供用開始後は条例に伴い正式名称を八戸市長根屋内スケート場とし、ネーミングライツ導入で「YSアリーナ八戸」となる。屋内リンクが稼働開始後も引き続き使用される屋外ホッケーリンクは現行通りの八戸市パイピングスケートリンクの名称が使用される。通称名は長根リンクで多くの人からこの名前で呼ばれている。
この項ではスピードスケートリンクをメインとして、長根公園内他のホッケーリンク、プールについても一部扱う。

## 概要
1969年にパイピングスケートリンクとして営業を開始した。それ以前は現在の長根公園内に存在していた売市堤の貯水池を天然氷のスケートリンクとして多くの大会で使用されてきた。2019年には同公園内に新設された屋内スケート場に機能を移す。
長根公園内にはアイスホッケーリンクも併設されている。
屋内スピードスケート場開設後は長野県長野市の長野エムウエーブ、北海道帯広市の帯広の森スピードスケート場に次ぐ日本で3番目の国際大会開催可能な屋内スピードスケートリンクとなる。
夏期間中はスケート場ではなく、八戸市民プールとして開場する。この市民プールは屋内新スケート場が完成しても当面はそのまま供用する。さらに市民プールの50ｍプールは日本水泳連盟公認プールでもある。一方で屋内スケート場は災害発生時の一時滞在拠点のほか、食糧備蓄倉庫機能を兼ね備えた防災拠点機能としても活用される。

## 沿革

### これまでの経緯
古くから冬に貯水池の天然氷を使って市民のスケートリンクとして使用されてきた。また、昭和以前は旧八戸藩領域には貯水池が多く、冬は雪が少なく厳寒で空気が乾燥されていたことから、氷都といわれる如く八戸周辺には多くの天然氷のスケートリンクがあった。昭和の始まりとともにスケートは長根へと移っていった。
1929年度に第1回全日本スピードスケート選手権大会が開催されて以降、第1回冬季国体が開催されるなど数多くの大会が開催された。
1960年代以降は都市化などから天然氷での製氷・滑走が難しくなり、人工氷のリンクへと変更し、1969年にパイピングリンクとして営業を開始した。
2003年の冬季アジア大会が青森県で開催されることになり、2003年冬季アジア大会実行委員会議委員長を務めていた田名部匡省参議院議員をはじめ、八戸市は青森県に対し屋内スケート場の建設を要望したが、県側の回答としては「長根総合運動公園の他に市川地区でも建設地の候補が出ていることから時間をかけて、翌年(2000年)の国体などから精査的に判断していきたい」ということから可能性調査が行われてきたが、屋内スケート場の竣工は冬季アジア大会には間に合わなかった。その後、長根公園施設再編プランの短期計画で屋内スケート場と隣接する大型駐車場の建設が計画され、八戸市主導で屋内スケート場の建設を開始し2019年に供用開始する。青森県の議案に出た市川地区には同じく防災機能を兼ね備えた八戸市多賀多目的運動場が整備されている。
2019年2月 「氷都八戸」 野外スピードスケートリンクが営業開始から50年の歴史に幕を閉じ営業を終了した。フィナーレを飾るイベントには元スピードスケート選手の清水宏保や岡崎朋美らが駆けつけた。

### 年表
※主なものを記載する。
天然氷時代
- 1929年（昭和4年）：第1回全日本スピード選手権大会が開催される。
- 1947年（昭和22年）：昭和21年度の第1回国民体育大会の冬季スケート競技が開催される。

屋外パイピングリンク
- 1969年（昭和44年）：パイピングスケートリンクとして営業開始。
- 1976年（昭和51年）：改修。
- 2003年（平成15年）：第6回アジア冬季大会のスピードスケート会場となる。
- 2019年（平成31年）2月：スピードスケートリンクの営業を終了する。

屋内スケート場
- 1999年（平成11年）：冬季アジア大会に備え、青森県に対して屋内スケート場の整備を要望する。
- 2016年（平成28年）：長根運動場と多目的広場（桜木町グラウンド）にまたがる区域に着工
- 2019年（令和元年）9月：供用開始

## 施設

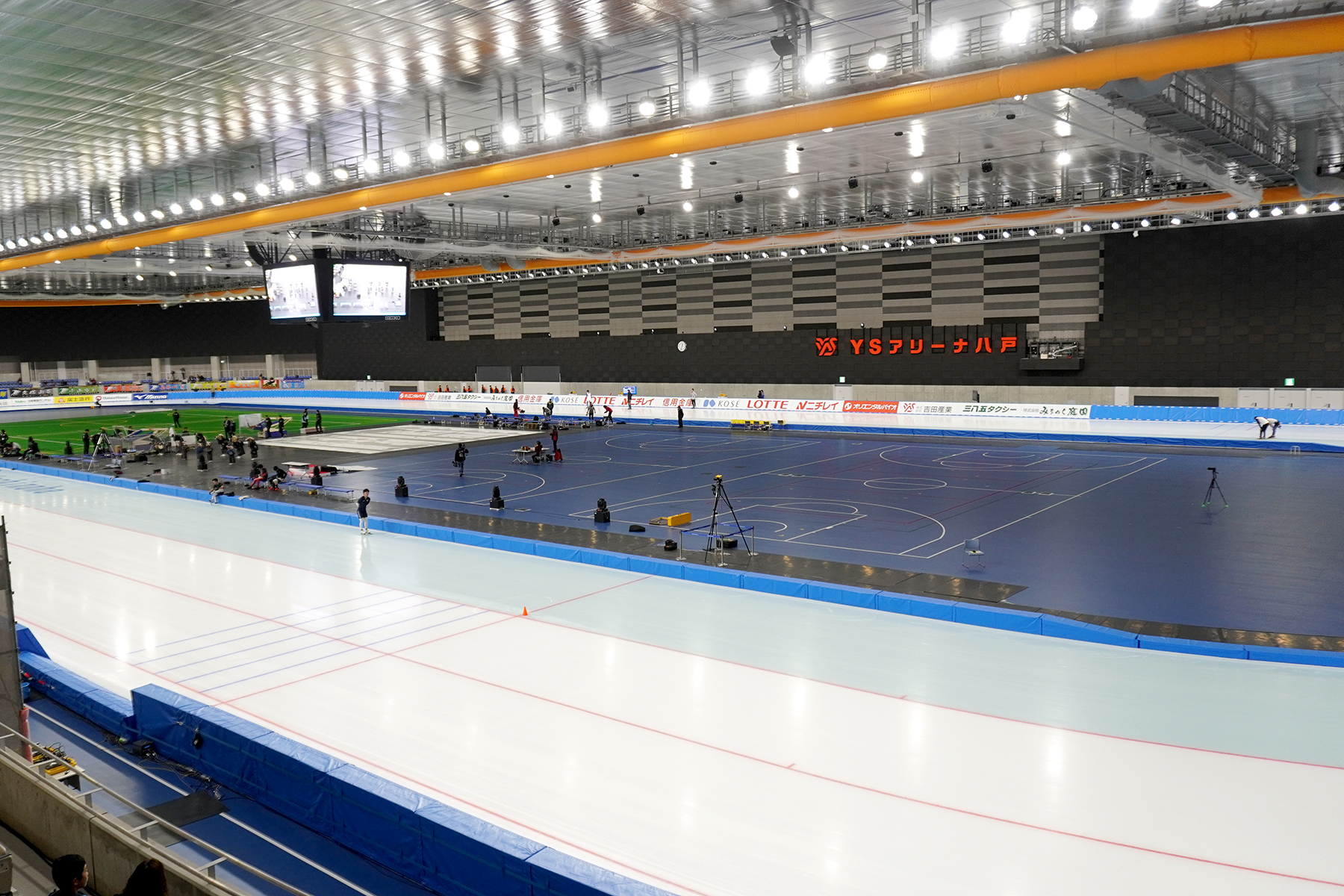
屋内（2019年10月撮影）。

### 屋外リンク
- スピードスケートリンク：400ｍリンク標準ダブルトラック15ｍ幅（供用終了）
- 座席数：2680席[11]
- ホッケーリンク(隣接)：幅28ｍ×長さ60ｍ
- 八戸市民プール(リンク中央)：50ｍ×25ｍの12コースプール(日本水泳連盟公認)、子供プール40ｍ×25ｍ、幼児プール深さ35ｃｍ

### 屋内リンク
※以下のものは工事概要や八戸市の未執行の条例における予定である。
- スケートリンク：400ｍリンク標準ダブルトラック16ｍ幅[2]
- ミニリンク：16ｍ×16ｍの1面[2]
- アリーナコート：人工芝33ｍ×42ｍの一面、体育館長尺床33ｍ×42ｍの1面[2]
- ランニングコース：幅1.55ｍ×2レーン[2]
- 固定観客席：3000席、アリーナ活用時は9000席[2]
- トレーニング室
- ナショナルトレーニングセンター室

## 大会実績
※長根で開催された大会のうち、一部を扱う。。
- 全日本スピードスケート選手権大会（1929年・1939年・1941年・1946年・1974年・1978年・1983年・1989年・1998年・2002年・2011年・2018年・2022年）
- 国民体育大会冬季大会（1947年・1951年・1956年・1962年・1971年・1977年・1985年・1993年・2000年・2003年・2009年・2011年・2020年・2023年）
- 全日本スプリントスピードスケート選手権大会（1979年・1990年）
- 全日本ジュニアスピードスケート選手権大会（1977年・1980年・1987年・1991年・1997年・2008年）
- 全日本スピードスケート距離別選手権大会（2019年）
- アジア冬季競技大会（2003年）
- 四大陸スピードスケート選手権大会（2024年）